# Rondas clasificatorias de la Copa de la Reina de fútbol sala 2024
Las diferentes rondas clasificatorias de la Copa de la Reina de fútbol sala 2024 tuvo lugar del 17 de septiembre de 2022 hasta de mayo de 2023 con la final para decidir el equipo campeón de esta edición. Un total de 47 equipos participaron en estas rondas.

## Cuadro de Eliminatorias
|  | Dieciseisavos de final | Dieciseisavos de final | Dieciseisavos de final |                        |                     | Octavos de final    | Octavos de final | Octavos de final |  |                        | Cuartos de final       | Cuartos de final | Cuartos de final |  |                        | Semifinales            | Semifinales | Semifinales |  |                        | Final                  | Final | Final |  |
|  |                        |                        |                        |                        |                     |                     |                  |                  |  |                        |                        |                  |                  |  |                        |                        |             |             |  |                        |                        |       |       |  |
|  |                        |                        |                        |                        |                     |                     |                  |                  |  |                        |                        |                  |                  |  |                        |                        |             |             |  |                        |                        |       |       |  |
|  | Segosala               | Segosala               | 1                      |                        |                     |                     |                  |                  |  |                        |                        |                  |                  |  |                        |                        |             |             |  |                        |                        |       |       |  |
|  | Segosala               | Segosala               | 1                      |                        |                     |                     |                  |                  |  |                        |                        |                  |                  |  |                        |                        |             |             |  |                        |                        |       |       |  |
|  | Roldán                 | Roldán                 | 2                      |                        |                     |                     |                  |                  |  |                        |                        |                  |                  |  |                        |                        |             |             |  |                        |                        |       |       |  |
|  | Roldán                 | Roldán                 | 2                      |                        | Roldán              | Roldán              | 1                |                  |  |                        |                        |                  |                  |  |                        |                        |             |             |  |                        |                        |       |       |  |
|  |                        |                        |                        |                        | Roldán              | Roldán              | 1                |                  |  |                        |                        |                  |                  |  |                        |                        |             |             |  |                        |                        |       |       |  |
|  |                        |                        | Futsi At. Navalcarnero | Futsi At. Navalcarnero | 5                   |                     |                  |                  |  |                        |                        |                  |                  |  |                        |                        |             |             |  |                        |                        |       |       |  |
|  | Chiloeches             | Chiloeches             | Futsi At. Navalcarnero | Futsi At. Navalcarnero | 5                   | 3                   |                  |                  |  |                        |                        |                  |                  |  |                        |                        |             |             |  |                        |                        |       |       |  |
|  | Chiloeches             | Chiloeches             |                        |                        |                     |                     |                  |                  |  |                        |                        |                  |                  |  |                        |                        |             |             |  |                        |                        |       |       |  |
|  | Futsi At. Navalcarnero | Futsi At. Navalcarnero | 5                      |                        |                     |                     |                  |                  |  |                        |                        |                  |                  |  |                        |                        |             |             |  |                        |                        |       |       |  |
|  | Futsi At. Navalcarnero | Futsi At. Navalcarnero | 5                      |                        |                     |                     |                  |                  |  | Futsi At. Navalcarnero | Futsi At. Navalcarnero | 5                |                  |  |                        |                        |             |             |  |                        |                        |       |       |  |
|  |                        |                        |                        |                        |                     |                     |                  |                  |  | Futsi At. Navalcarnero | Futsi At. Navalcarnero | 5                |                  |  |                        |                        |             |             |  |                        |                        |       |       |  |
|  |                        |                        | Burela                 | Burela                 | 1                   |                     |                  |                  |  |                        |                        |                  |                  |  |                        |                        |             |             |  |                        |                        |       |       |  |
|  | Intersala Zaragoza     | Intersala Zaragoza     | Burela                 | Burela                 | 1                   | 1                   |                  |                  |  |                        |                        |                  |                  |  |                        |                        |             |             |  |                        |                        |       |       |  |
|  | Intersala Zaragoza     | Intersala Zaragoza     |                        |                        |                     |                     |                  |                  |  |                        |                        |                  |                  |  |                        |                        |             |             |  |                        |                        |       |       |  |
|  | Burela                 | Burela                 | 6                      |                        |                     |                     |                  |                  |  |                        |                        |                  |                  |  |                        |                        |             |             |  |                        |                        |       |       |  |
|  | Burela                 | Burela                 | 6                      |                        | Burela              | Burela              | 4                |                  |  |                        |                        |                  |                  |  |                        |                        |             |             |  |                        |                        |       |       |  |
|  |                        |                        |                        |                        | Burela              | Burela              | 4                |                  |  |                        |                        |                  |                  |  |                        |                        |             |             |  |                        |                        |       |       |  |
|  |                        |                        | Poio                   | Poio                   | 2                   |                     |                  |                  |  |                        |                        |                  |                  |  |                        |                        |             |             |  |                        |                        |       |       |  |
|  | La Algaida             | La Algaida             | Poio                   | Poio                   | 2                   | 0                   |                  |                  |  |                        |                        |                  |                  |  |                        |                        |             |             |  |                        |                        |       |       |  |
|  | La Algaida             | La Algaida             |                        |                        |                     |                     |                  |                  |  |                        |                        |                  |                  |  |                        |                        |             |             |  |                        |                        |       |       |  |
|  | Poio                   | Poio                   | 3                      |                        |                     |                     |                  |                  |  |                        |                        |                  |                  |  |                        |                        |             |             |  |                        |                        |       |       |  |
|  | Poio                   | Poio                   | 3                      |                        |                     |                     |                  |                  |  |                        |                        |                  |                  |  | Futsi At. Navalcarnero | Futsi At. Navalcarnero | 3           |             |  |                        |                        |       |       |  |
|  |                        |                        |                        |                        |                     |                     |                  |                  |  |                        |                        |                  |                  |  | Futsi At. Navalcarnero | Futsi At. Navalcarnero | 3           |             |  |                        |                        |       |       |  |
|  |                        |                        | Alcantarilla           | Alcantarilla           | 3                   |                     |                  |                  |  |                        |                        |                  |                  |  |                        |                        |             |             |  |                        |                        |       |       |  |
|  | Bembrive               | Bembrive               | Alcantarilla           | Alcantarilla           | 3                   | 1                   |                  |                  |  |                        |                        |                  |                  |  |                        |                        |             |             |  |                        |                        |       |       |  |
|  | Bembrive               | Bembrive               |                        |                        |                     |                     |                  |                  |  |                        |                        |                  |                  |  |                        |                        |             |             |  |                        |                        |       |       |  |
|  | Alcantarilla           | Alcantarilla           | 6                      |                        |                     |                     |                  |                  |  |                        |                        |                  |                  |  |                        |                        |             |             |  |                        |                        |       |       |  |
|  | Alcantarilla           | Alcantarilla           | 6                      |                        | Alcantarilla        | Alcantarilla        | 4                |                  |  |                        |                        |                  |                  |  |                        |                        |             |             |  |                        |                        |       |       |  |
|  |                        |                        |                        |                        | Alcantarilla        | Alcantarilla        | 4                |                  |  |                        |                        |                  |                  |  |                        |                        |             |             |  |                        |                        |       |       |  |
|  |                        |                        | Rayo Majadahonda       | Rayo Majadahonda       | 1                   |                     |                  |                  |  |                        |                        |                  |                  |  |                        |                        |             |             |  |                        |                        |       |       |  |
|  | Rubí                   | Rubí                   | Rayo Majadahonda       | Rayo Majadahonda       | 1                   | 2                   |                  |                  |  |                        |                        |                  |                  |  |                        |                        |             |             |  |                        |                        |       |       |  |
|  | Rubí                   | Rubí                   |                        |                        |                     |                     |                  |                  |  |                        |                        |                  |                  |  |                        |                        |             |             |  |                        |                        |       |       |  |
|  | Rayo Majadahonda       | Rayo Majadahonda       | 3                      |                        |                     |                     |                  |                  |  |                        |                        |                  |                  |  |                        |                        |             |             |  |                        |                        |       |       |  |
|  | Rayo Majadahonda       | Rayo Majadahonda       | 3                      |                        |                     |                     |                  |                  |  | Alcantarilla           | Alcantarilla           | 2                |                  |  |                        |                        |             |             |  |                        |                        |       |       |  |
|  |                        |                        |                        |                        |                     |                     |                  |                  |  | Alcantarilla           | Alcantarilla           | 2                |                  |  |                        |                        |             |             |  |                        |                        |       |       |  |
|  |                        |                        | Castro                 | Castro                 | 0                   |                     |                  |                  |  |                        |                        |                  |                  |  |                        |                        |             |             |  |                        |                        |       |       |  |
|  | Teldeportivo           | Teldeportivo           | Castro                 | Castro                 | 0                   | 1                   |                  |                  |  |                        |                        |                  |                  |  |                        |                        |             |             |  |                        |                        |       |       |  |
|  | Teldeportivo           | Teldeportivo           |                        |                        |                     |                     |                  |                  |  |                        |                        |                  |                  |  |                        |                        |             |             |  |                        |                        |       |       |  |
|  | Ourense                | Ourense                | 3                      |                        |                     |                     |                  |                  |  |                        |                        |                  |                  |  |                        |                        |             |             |  |                        |                        |       |       |  |
|  | Ourense                | Ourense                | 3                      |                        | Ourense             | Ourense             | 4                |                  |  |                        |                        |                  |                  |  |                        |                        |             |             |  |                        |                        |       |       |  |
|  |                        |                        |                        |                        | Ourense             | Ourense             | 4                |                  |  |                        |                        |                  |                  |  |                        |                        |             |             |  |                        |                        |       |       |  |
|  |                        |                        | Castro                 | Castro                 | 6                   |                     |                  |                  |  |                        |                        |                  |                  |  |                        |                        |             |             |  |                        |                        |       |       |  |
|  | Sala Zaragoza          | Sala Zaragoza          | Castro                 | Castro                 | 6                   | 1                   |                  |                  |  |                        |                        |                  |                  |  |                        |                        |             |             |  |                        |                        |       |       |  |
|  | Sala Zaragoza          | Sala Zaragoza          |                        |                        |                     |                     |                  |                  |  |                        |                        |                  |                  |  |                        |                        |             |             |  |                        |                        |       |       |  |
|  | Castro                 | Castro                 | 5                      |                        |                     |                     |                  |                  |  |                        |                        |                  |                  |  |                        |                        |             |             |  |                        |                        |       |       |  |
|  | Castro                 | Castro                 | 5                      |                        |                     |                     |                  |                  |  |                        |                        |                  |                  |  |                        |                        |             |             |  | Futsi At. Navalcarnero | Futsi At. Navalcarnero | 5     |       |  |
|  |                        |                        |                        |                        |                     |                     |                  |                  |  |                        |                        |                  |                  |  |                        |                        |             |             |  | Futsi At. Navalcarnero | Futsi At. Navalcarnero | 5     |       |  |
|  |                        |                        | Torreblanca Melilla    | Torreblanca Melilla    | 9                   |                     |                  |                  |  |                        |                        |                  |                  |  |                        |                        |             |             |  |                        |                        |       |       |  |
|  | Osasuna                | Osasuna                | Torreblanca Melilla    | Torreblanca Melilla    | 9                   | 2                   |                  |                  |  |                        |                        |                  |                  |  |                        |                        |             |             |  |                        |                        |       |       |  |
|  | Osasuna                | Osasuna                |                        |                        |                     |                     |                  |                  |  |                        |                        |                  |                  |  |                        |                        |             |             |  |                        |                        |       |       |  |
|  | Leganés                | Leganés                | 4                      |                        |                     |                     |                  |                  |  |                        |                        |                  |                  |  |                        |                        |             |             |  |                        |                        |       |       |  |
|  | Leganés                | Leganés                | 4                      |                        | Leganés             | Leganés             | 1                |                  |  |                        |                        |                  |                  |  |                        |                        |             |             |  |                        |                        |       |       |  |
|  |                        |                        |                        |                        | Leganés             | Leganés             | 1                |                  |  |                        |                        |                  |                  |  |                        |                        |             |             |  |                        |                        |       |       |  |
|  |                        |                        | Alcorcón               | Alcorcón               | 9                   |                     |                  |                  |  |                        |                        |                  |                  |  |                        |                        |             |             |  |                        |                        |       |       |  |
|  | Feme Castellón         | Feme Castellón         | Alcorcón               | Alcorcón               | 9                   | 0                   |                  |                  |  |                        |                        |                  |                  |  |                        |                        |             |             |  |                        |                        |       |       |  |
|  | Feme Castellón         | Feme Castellón         |                        |                        |                     |                     |                  |                  |  |                        |                        |                  |                  |  |                        |                        |             |             |  |                        |                        |       |       |  |
|  | Alcorcón               | Alcorcón               | 5                      |                        |                     |                     |                  |                  |  |                        |                        |                  |                  |  |                        |                        |             |             |  |                        |                        |       |       |  |
|  | Alcorcón               | Alcorcón               | 5                      |                        |                     |                     |                  |                  |  | Alcorcón               | Alcorcón               | 1                |                  |  |                        |                        |             |             |  |                        |                        |       |       |  |
|  |                        |                        |                        |                        |                     |                     |                  |                  |  | Alcorcón               | Alcorcón               | 1                |                  |  |                        |                        |             |             |  |                        |                        |       |       |  |
|  |                        |                        | Móstoles               | Móstoles               | 1                   |                     |                  |                  |  |                        |                        |                  |                  |  |                        |                        |             |             |  |                        |                        |       |       |  |
|  | Villacañas             | Villacañas             | Móstoles               | Móstoles               | 1                   | 1                   |                  |                  |  |                        |                        |                  |                  |  |                        |                        |             |             |  |                        |                        |       |       |  |
|  | Villacañas             | Villacañas             |                        |                        |                     |                     |                  |                  |  |                        |                        |                  |                  |  |                        |                        |             |             |  |                        |                        |       |       |  |
|  | At Torcal              | At Torcal              | 5                      |                        |                     |                     |                  |                  |  |                        |                        |                  |                  |  |                        |                        |             |             |  |                        |                        |       |       |  |
|  | At Torcal              | At Torcal              | 5                      |                        | At Torcal           | At Torcal           | 4                |                  |  |                        |                        |                  |                  |  |                        |                        |             |             |  |                        |                        |       |       |  |
|  |                        |                        |                        |                        | At Torcal           | At Torcal           | 4                |                  |  |                        |                        |                  |                  |  |                        |                        |             |             |  |                        |                        |       |       |  |
|  |                        |                        | Móstoles               | Móstoles               | 4                   |                     |                  |                  |  |                        |                        |                  |                  |  |                        |                        |             |             |  |                        |                        |       |       |  |
|  | Puertollano            | Puertollano            | Móstoles               | Móstoles               | 4                   | 2                   |                  |                  |  |                        |                        |                  |                  |  |                        |                        |             |             |  |                        |                        |       |       |  |
|  | Puertollano            | Puertollano            |                        |                        |                     |                     |                  |                  |  |                        |                        |                  |                  |  |                        |                        |             |             |  |                        |                        |       |       |  |
|  | Móstoles               | Móstoles               | 3                      |                        |                     |                     |                  |                  |  |                        |                        |                  |                  |  |                        |                        |             |             |  |                        |                        |       |       |  |
|  | Móstoles               | Móstoles               | 3                      |                        |                     |                     |                  |                  |  |                        |                        |                  |                  |  | Alcorcón               | Alcorcón               | 1           |             |  |                        |                        |       |       |  |
|  |                        |                        |                        |                        |                     |                     |                  |                  |  |                        |                        |                  |                  |  | Alcorcón               | Alcorcón               | 1           |             |  |                        |                        |       |       |  |
|  |                        |                        | Torreblanca Melilla    | Torreblanca Melilla    | 4                   |                     |                  |                  |  |                        |                        |                  |                  |  |                        |                        |             |             |  |                        |                        |       |       |  |
|  | CN Caldes              | CN Caldes              | Torreblanca Melilla    | Torreblanca Melilla    | 4                   | 0                   |                  |                  |  |                        |                        |                  |                  |  |                        |                        |             |             |  |                        |                        |       |       |  |
|  | CN Caldes              | CN Caldes              |                        |                        |                     |                     |                  |                  |  |                        |                        |                  |                  |  |                        |                        |             |             |  |                        |                        |       |       |  |
|  | Torreblanca Melilla    | Torreblanca Melilla    | 5                      |                        |                     |                     |                  |                  |  |                        |                        |                  |                  |  |                        |                        |             |             |  |                        |                        |       |       |  |
|  | Torreblanca Melilla    | Torreblanca Melilla    | 5                      |                        | Torreblanca Melilla | Torreblanca Melilla | 6                |                  |  |                        |                        |                  |                  |  |                        |                        |             |             |  |                        |                        |       |       |  |
|  |                        |                        |                        |                        | Torreblanca Melilla | Torreblanca Melilla | 6                |                  |  |                        |                        |                  |                  |  |                        |                        |             |             |  |                        |                        |       |       |  |
|  |                        |                        | Viaxes Amarelle        | Viaxes Amarelle        | 0                   |                     |                  |                  |  |                        |                        |                  |                  |  |                        |                        |             |             |  |                        |                        |       |       |  |
|  | Martos                 | Martos                 | Viaxes Amarelle        | Viaxes Amarelle        | 0                   | 1                   |                  |                  |  |                        |                        |                  |                  |  |                        |                        |             |             |  |                        |                        |       |       |  |
|  | Martos                 | Martos                 |                        |                        |                     |                     |                  |                  |  |                        |                        |                  |                  |  |                        |                        |             |             |  |                        |                        |       |       |  |
|  | Viaxes Amarelle        | Viaxes Amarelle        | 3                      |                        |                     |                     |                  |                  |  |                        |                        |                  |                  |  |                        |                        |             |             |  |                        |                        |       |       |  |
|  | Viaxes Amarelle        | Viaxes Amarelle        | 3                      |                        |                     |                     |                  |                  |  | Torreblanca Melilla    | Torreblanca Melilla    | 3                |                  |  |                        |                        |             |             |  |                        |                        |       |       |  |
|  |                        |                        |                        |                        |                     |                     |                  |                  |  | Torreblanca Melilla    | Torreblanca Melilla    | 3                |                  |  |                        |                        |             |             |  |                        |                        |       |       |  |
|  |                        |                        | Les Corts AE           | Les Corts AE           | 0                   |                     |                  |                  |  |                        |                        |                  |                  |  |                        |                        |             |             |  |                        |                        |       |       |  |
|  | Rodiles                | Rodiles                | Les Corts AE           | Les Corts AE           | 0                   | 5                   |                  |                  |  |                        |                        |                  |                  |  |                        |                        |             |             |  |                        |                        |       |       |  |
|  | Rodiles                | Rodiles                |                        |                        |                     |                     |                  |                  |  |                        |                        |                  |                  |  |                        |                        |             |             |  |                        |                        |       |       |  |
|  | Marín                  | Marín                  | 8                      |                        |                     |                     |                  |                  |  |                        |                        |                  |                  |  |                        |                        |             |             |  |                        |                        |       |       |  |
|  | Marín                  | Marín                  | 8                      |                        | Marín               | Marín               | 1                |                  |  |                        |                        |                  |                  |  |                        |                        |             |             |  |                        |                        |       |       |  |
|  |                        |                        |                        |                        | Marín               | Marín               | 1                |                  |  |                        |                        |                  |                  |  |                        |                        |             |             |  |                        |                        |       |       |  |
|  |                        |                        | Les Corts AE           | Les Corts AE           | 3                   |                     |                  |                  |  |                        |                        |                  |                  |  |                        |                        |             |             |  |                        |                        |       |       |  |
|  | Ceuta AD               | Ceuta AD               | Les Corts AE           | Les Corts AE           | 3                   | 0                   |                  |                  |  |                        |                        |                  |                  |  |                        |                        |             |             |  |                        |                        |       |       |  |
|  | Ceuta AD               | Ceuta AD               |                        |                        |                     |                     |                  |                  |  |                        |                        |                  |                  |  |                        |                        |             |             |  |                        |                        |       |       |  |
|  | Les Corts AE           | Les Corts AE           | 3                      |                        |                     |                     |                  |                  |  |                        |                        |                  |                  |  |                        |                        |             |             |  |                        |                        |       |       |  |
|  | Les Corts AE           | Les Corts AE           | 3                      |                        |                     |                     |                  |                  |  |                        |                        |                  |                  |  |                        |                        |             |             |  |                        |                        |       |       |  |
|  |                        |                        |                        |                        |                     |                     |                  |                  |  |                        |                        |                  |                  |  |                        |                        |             |             |  |                        |                        |       |       |  |

## Treintaidosavos de final
Disputaron la primera ronda del torneo los 30 equipos de Segunda División. Los emparejamientos se decidieron por proximidad y se sorteó quien ejercía como local, el sorteo se celebró el 31 de julio de 2023 en la Ciudad del Fútbol de Las Rozas. La eliminatoria se jugó a partido único el 17 de septiembre de 2022.

### Cuadro
| Local                         | Resultado    | Visitante                       |
| ----------------------------- | ------------ | ------------------------------- |
| AD Sala Zaragoza FS           | Exento       |                                 |
| Gran Canaria FSF Teldeportivo | Exento       |                                 |
| CD Mosteiro Bembrive FS       | 4–0          | Cidade de As Burgas FS          |
| El Gaitero Rodiles FSF        | 6–1          | Valdetires Ferrol FSF           |
| Osasuna Futsal                | 4–4 (3:1 p.) | AD Mioño                        |
| UDC Txantrea KKE              | 2–3          | Intersala 10 Zaragoza           |
| Somriu FS Ripollet            | 0–2          | CN Caldes                       |
| Lainco Rubí FS                | 2–1          | AE Penya Esplugues              |
| Mecanoviga Eixample FS        | 0–3          | Feme Castellón CFS              |
| Xaloc Alicante FS             | 0–5          | Desguaces París La Algaida FS   |
| Mabe CD El Ejido Futsal       | 1–2          | Martos FS Jaén Paraíso Interior |
| Ceuta AD                      | 4–3          | CD IES Luis de Camoens          |
| Almagro FS                    | 1–2          | Salesianos Puertollano          |
| Mora FSF Imto                 | 2–2 (1:3 p.) | FS Villacañas                   |
| CSF San Fernando              | 1–4          | CD Chiloeches                   |
| CD Básico Rivas Futsal        | 0–2          | CD Segosala                     |

### Partidos

#### Bembrive - Cidade As Burgas
| 16 de septiembre de 2023, 19:30 (UTC+2) | CD Mosteiro Bembrive FS                                                  | 4:0 (3:0) | Cidade de As Burgas FS | Vicente Álvarez, Vigo                   |                                         |
|                                         | Claudia Martínez 10' · María González 16' · Mar Fernández 18' · Kiko 35' | Reporte   |                        | Árbitro(s): Ander Orbegozo Marcos Pérez | Árbitro(s): Ander Orbegozo Marcos Pérez |

#### Rodiles - Valdetires Ferrol
| 16 de septiembre de 2023, 18:00 (UTC+2) | El Gaitero Rodiles FSF                                                               | 6:1 (3:0) | Valdetires Ferrol FSF | Manuel Busto, Villaviciosa                      |                                                 |
|                                         | Paula Alonso 8' 28' · Jane Marques 10' 36' · Laura Ajenjo 18' · Ângela Guimarães 34' | Reporte   | María Lence 37'       | Árbitro(s): Hector Valdés Oscar Francisco Zarza | Árbitro(s): Hector Valdés Oscar Francisco Zarza |

#### Osasuna - Mioño
| 16 de septiembre de 2023, 18:00 (UTC+2)                                   | Osasuna Futsal                                                         | 4:4 (2:3) (t. s.)(3:1 p.)  | AD Mioño                                                              | Valle de Aranguren, Aranguren               |                                             |
|                                                                           | Cristina Bariain 8' 25' · Maialen Arana 15' · Alexia de los Santos 29' | Reporte                    | Alba del Carmen 4' 12' 20' · Lucía García 26'                         | Árbitro(s): Iñaki Castillejo Cesar Cereceda | Árbitro(s): Iñaki Castillejo Cesar Cereceda |
|                                                                           |                                                                        | Tiros desde el punto penal |                                                                       |                                             |                                             |
|                                                                           | Maialen Arana · Ana Vidonso · Argiñe Irairoz                           |                            | Alba del Carmen · Lara Rodríguez · Natalia Gandara · Lorena Gutiérrez |                                             |                                             |
| Se clasifica el Osasuna Futsal después de disputar una tanda de penaltis. |                                                                        |                            |                                                                       |                                             |                                             |

#### Txantrea - Intersala Zaragoza
| 16 de septiembre de 2023, 17:00 (UTC+2) | UDC Txantrea KKE                   | 2:3 (1:1) | Wanapis Aldelix Intersala 10 Zaragoza                     | Arrosadía, Pamplona                    |                                        |
|                                         | Nerea Vidaurre 5' · Nerea Urra 32' | Reporte   | Judith Villalba 4' · Marina Escaño 35' · Marta García 38' | Árbitro(s): Sergio Mugueta Jesús Ramos | Árbitro(s): Sergio Mugueta Jesús Ramos |

#### Ripollet - Caldes
| 15 de septiembre de 2023, 19:30 (UTC+2) | Somriu FS Ripollet | 0:2 (0:0) | CN Caldes                          | Joan Creus, Ripollet                 |                                      |
|                                         |                    | Reporte   | Adriana Pérez 30' · Ona Solans 40' | Árbitro(s): Aleix Grau Víctor García | Árbitro(s): Aleix Grau Víctor García |

#### Rubí - Esplugues
| 17 de septiembre de 2023, 19:45 (UTC+2) | Lainco Rubí FS                     | 2:1 (1:0) | AE Penya Esplugues    | La Llana, Rubí                      |                                     |
|                                         | Berta Moya 7' · Sandra Navarro 35' | Reporte   | Martina Hernández 24' | Árbitro(s): Gillem Alonso Marc Pusó | Árbitro(s): Gillem Alonso Marc Pusó |

#### Eixample - Feme Castellón
| 16 de septiembre de 2023, 16:00 (UTC+2) | Mecanoviga Eixample FS | 0:3 (0:1) | Feme Castellón CFS                           | Real Monasterio, Barcelona              |                                         |
|                                         |                        | Reporte   | Carlota Sánchez 13' · Aitana Solsona 21' 24' | Árbitro(s): Javier Gómez Daniel Hurtado | Árbitro(s): Javier Gómez Daniel Hurtado |

#### Xaloc Alacant - Algaida
| 16 de septiembre de 2023, 19:00 (UTC+2) | Xaloc Alicante FS | 0:5 (0:0) | Desguaces París La Algaida FS                                                        | Florida Babel, Alicante                  |                                          |
|                                         |                   | Reporte   | Paola López 26' 34' · Teresa Salmerón 37' · Alba Camacho 38' · Macarena Cardenas 39' | Árbitro(s): Samuel Gabaldón Oscar Ropero | Árbitro(s): Samuel Gabaldón Oscar Ropero |

#### El Ejido - Martos
| 16 de septiembre de 2023, 20:00 (UTC+2) | Mabe CD El Ejido Futsal | 1:2 (0:1) | Martos FS Jaén Paraíso Interior          | Santa María del Águila, El Ejido                      |                                                       |
|                                         | Nerea González 40'      | Reporte   | Marta García 15' · Manuela Caballero 31' | Árbitro(s): Claudiu Catalin Hiticas José Antonio Raya | Árbitro(s): Claudiu Catalin Hiticas José Antonio Raya |

#### Ceuta AD - Camoens
| 18 de septiembre de 2023, 19:00 (UTC+2) | Ceuta AD                                                     | 4:3 (1:0) | CD IES Luis de Camoens                                                | Guillermo Molina, Ceuta               |                                       |
|                                         | Myrielen 7' 21' · Maura Scaletti 27' · Morgana Ravadelli 37' | Reporte   | Maura Scaletti 26' · Susana Montalbán 28' · Jackeline de Oliveira 36' | Árbitro(s): Kamal Mohamed Badar Motie | Árbitro(s): Kamal Mohamed Badar Motie |

#### Almagro - Puertollano
| 11 de septiembre de 2023, 18:00 (UTC+2) | Almagro FS | 1:2 (1:2) | Salesianos Puertollano    | Gemma Arenas, Almagro                 |                                       |
|                                         | Vicky 14'  | Reporte   | Guerra 8' · Alba Peña 16' | Árbitro(s): Rubén Donado Arturo Gómez | Árbitro(s): Rubén Donado Arturo Gómez |

#### Mora - Villacañas
| 16 de septiembre de 2023, 20:00 (UTC+2)                               | Mora FSF Imto                                            | 2:2 (0:0) (t. s.)(1:3 p.)  | FS Villacañas                                                 | Mun. Mora, Mora                       |                                       |
|                                                                       | Rocío Acedo 30' · Anita Tula 42'                         | Reporte                    | Nerea Durán 31' · Noelia Ortiz 45'                            | Árbitro(s): Ismael Pérez Aarón Terrón | Árbitro(s): Ismael Pérez Aarón Terrón |
|                                                                       |                                                          | Tiros desde el punto penal |                                                               |                                       |                                       |
|                                                                       | Rocío Acedo · Adriana Menchero · Anita Tula · Vera Torán |                            | Ana del Río · Virginia García · Alicia Diego · Josefa Rosillo |                                       |                                       |
| Se clasifica el Villacañas después de disputar una tanda de penaltis. |                                                          |                            |                                                               |                                       |                                       |

#### San Fernando - Chiloeches
| 16 de septiembre de 2023, 18:00 (UTC+2) | CSF San Fernando  | 1:4 (0:1) | CD Chiloeches                                                                       | Justo Gómez, San Fernando de Henares         |                                              |
|                                         | Nora Martínez 24' | Reporte   | Elisa Elvira 3' · Noelia de las Heras 25' · Andrea Villanueva 27' · Rocío López 37' | Árbitro(s): Georgiana Alina Ignacio del Olmo | Árbitro(s): Georgiana Alina Ignacio del Olmo |

#### Rivas - Segosala
| 17 de septiembre de 2023, 17:00 (UTC+2) | CD Básico Rivas Futsal | 0:2 (0:0) | CD Segosala                              | Parque Sureste, Rivas-Vaciamadrid    |                                      |
|                                         |                        | Reporte   | Claudia Garrido 22' · Míriam Esteban 39' | Árbitro(s): José Arance Mouna Talidi | Árbitro(s): José Arance Mouna Talidi |

## Dieciseisavos de final
Disputaron la primera ronda del torneo los 32 equipos de Primera y Segunda. El sorteo se celebró el 20 de septiembre de 2023 en la Ciudad del Fútbol de Las Rozas, y los emparejamientos son entre un equipo de primera división y uno de segunda, jugándose en el pabellón del club de menor categoría. La eliminatoria se jugó a partido único el 12 de octubre de 2023.

### Cuadro
| Local                           | Resultado | Visitante                          |
| ------------------------------- | --------- | ---------------------------------- |
| CD Mosteiro Bembrive FS         | 1 – 6     | La Boca te Lía Futsal Alcantarilla |
| El Gaitero Rodiles FSF          | 5 – 8     | Marín Futsal                       |
| Osasuna Futsal                  | 2 – 4     | CD Leganés FS                      |
| AD Intersala 10 Zaragoza        | 1 – 6     | Pescados Rubén Burela FS           |
| CN Caldes                       | 0 – 5     | Melilla Sport Capital Torreblanca  |
| Lainco Rubí FS                  | 2 – 3     | Rayo Majadahonda FSF/Afar4         |
| Feme Castellón CFS              | 0 – 5     | Arriva AD Alcorcón FSF             |
| Desguaces París La Algaida FS   | 0 – 3     | Poio Pescamar FS                   |
| Martos FS Jaén Paraíso Interior | 1 – 3     | Viaxes Amarelle FS                 |
| Ceuta AD                        | 0 – 3     | Les Corts AE                       |
| Salesianos Puertollano          | 2 – 3     | FSF Móstoles                       |
| FS Villacañas                   | 1 – 5     | Nueces de Ronda Atlético Torcal    |
| CD Chiloeches                   | 3 – 5     | Atlético Navalcarnero              |
| CD Segosala                     | 1 – 2     | STV Roldán                         |
| AD Sala Zaragoza FS             | 1 – 5     | FSF O Castro                       |
| Gran Canaria FSF Teldeportivo   | 1 – 3     | Ourense Ontime                     |

### Partidos

#### Bembrive - Alcantarilla
| 12 de octubre de 2023, 12:00 (UTC+2) | CD Mosteiro Bembrive FS | 1:6 (0:3) | La Boca te Lía Futsal Alcantarilla                                                        | Vicente Álvarez, Vigo                 |                                       |
|                                      | Lucía Casal 26'         | Reporte   | Bet Carrasco 4' 11' · Miriam Zamora 10' · Miriam Zamora 25' · Marta de los Riscos 28' 36' | Árbitro(s): Marcos Noya Álvaro Sobral | Árbitro(s): Marcos Noya Álvaro Sobral |

#### Rodiles - Marín
| 12 de octubre de 2023, 18:15 (UTC+2) | El Gaitero Rodiles FSF                                                    | 5:8 (3:3) | Marín Futsal                                                              | Manuel Busto, Villaviciosa                      |                                                 |
|                                      | Paula Alonso 9' · Jane Marques 12' 17' · Bea Reyes 22' · Laura Ajenjo 29' | Reporte   | Ana Cunha 3' 15' 21' · María Estevez 31' · Café 37' · Débora Lavrador 39' | Árbitro(s): Hector Valdés Oscar Francisco Zarza | Árbitro(s): Hector Valdés Oscar Francisco Zarza |

#### Osasuna - Leganés
| 12 de octubre de 2023, 12:00 (UTC+2) | Osasuna Futsal                | 2:4 (0:2) | CD Leganés FS                                                   | Valle de Aranguren, Aranguren               |                                             |
|                                      | Argiñe Iraizoz 22' · Suta 26' | Reporte   | Dani Souza 3' · Alba Muñoz 6' · Ana Sanz 32' · Moni Vergara 39' | Árbitro(s): Iñaki Castillejo Mauricio Bravo | Árbitro(s): Iñaki Castillejo Mauricio Bravo |

#### Intersala Zaragoza - Burela
| 11 de octubre de 2023, 19:00 (UTC+2) | Wanapis Aldelix Intersala 10 Zaragoza | 1:6 (1:3) | Pescados Rubén Burela FS                                                     | La Granja, Zaragoza                    |                                        |
|                                      | Vicepi 5'                             | Reporte   | Irene Samper 2' 21' · Antía Pérez 5' 31' · Cami Gadeia 8' · Marta Ibañez 36' | Árbitro(s): Izan Torner Eduardo Sierra | Árbitro(s): Izan Torner Eduardo Sierra |

#### Caldes - Torreblanca Melilla
| 12 de octubre de 2023, 19:30 (UTC+2) | CN Caldes | 0:5 (0:0) | Melilla Sport Capital Torreblanca                                                    | Bugaray, Caldas de Montbuy                |                                           |
|                                      |           | Reporte   | Amandinha 21' · Juliana Brito 30' · Lydia Torreblanca 32' · Ana Luiza 33' · Nega 35' | Árbitro(s): Ricard de Jódar Adrià Gelonch | Árbitro(s): Ricard de Jódar Adrià Gelonch |

#### Rubí - Rayo Majadahonda
| 12 de octubre de 2023, 17:45 (UTC+2) | Lainco Rubí FS                    | 2:3 (1:1) | Rayo Majadahonda FSF/Afar4                   | La Llana, Rubí                               |                                              |
|                                      | Arantxa Medina 11' · Subirats 28' | Reporte   | María Barcelona 15' 24' · Marta de Diego 27' | Árbitro(s): Víctor Pasamontes Álvaro Sotillo | Árbitro(s): Víctor Pasamontes Álvaro Sotillo |

#### Feme Castellón - Alcorcón
| 12 de octubre de 2023, 16:30 (UTC+2) | Feme Castellón CFS | 0:5 (0:3) | Arriva AD Alcorcón FSF                                                         | Chencho, Castellón de la Plana                    |                                                   |
|                                      |                    | Reporte   | Claudia López 8' · Carmen Alonso 8' · Tania Benito 14' · Guti 37' · Albita 38' | Árbitro(s): Cristina Grigore Calugar Julio Esteve | Árbitro(s): Cristina Grigore Calugar Julio Esteve |

#### Algaida - Poio
| 12 de octubre de 2023, 12:00 (UTC+2) | Desguaces París La Algaida FS | 0:3 (0:2) | Poio Pescamar FS                          | Joaquín López, Archena                 |                                        |
|                                      |                               | Reporte   | Ale de Paz 12' · Pelé 15' · Laura Uña 35' | Árbitro(s): Adrián Molina Álvaro Yañez | Árbitro(s): Adrián Molina Álvaro Yañez |

#### Martos - Viaxes Amarelle
| 16 de octubre de 2023, 12:30 (UTC+2) | Martos FS Jaén Paraíso Interior | 1:3 (1:1) | Viaxes Amarelle FS                                     | La Juventud, Martos                      |                                          |
|                                      | Laura Dávila 3'                 | Reporte   | Èlia Gulli 15' · Estela Cantero 31' · Carol Agulla 39' | Árbitro(s): Tiare Valencia Álvaro Torres | Árbitro(s): Tiare Valencia Álvaro Torres |

#### Ceuta AD - Les Corts
| 12 de octubre de 2023, 13:00 (UTC+2) | Ceuta AD | 0:3 (0:0) | Les Corts AE                                            | Guillermo Molina, Ceuta                 |                                         |
|                                      |          | Reporte   | Laia Rojo 31' · Laura Torres 36' · Martita González 39' | Árbitro(s): Adnane Draoui Kamal Mohamed | Árbitro(s): Adnane Draoui Kamal Mohamed |

#### Puertollano - Móstoles
| 12 de octubre de 2023, 18:00 (UTC+2) | Salesianos Puertollano     | 2:3 (0:2) | FSF Móstoles                        | Santiago Cañizares, Puertollano               |                                               |
|                                      | Alba Peña 22' · Guerra 38' | Reporte   | Celia 14' 19' · Claudia Bollero 27' | Árbitro(s): Christian Castro Noelia Gutiérrez | Árbitro(s): Christian Castro Noelia Gutiérrez |

#### Villacañas - At Torcal
| 12 de octubre de 2023, 18:00 (UTC+2) | FS Villacañas        | 1:5 (0:2) | Nueces de Ronda Atlético Torcal                                                            | Las Pirámides, Villacañas                        |                                                  |
|                                      | Euduvigis Torrés 38' | Reporte   | Kseniia Hrytsenko 10' · Cristina Sánchez 19' · Alejandra Rochel 31' · Raquel Barea 34' 39' | Árbitro(s): Rubén Donado Juan Francisco Caravaca | Árbitro(s): Rubén Donado Juan Francisco Caravaca |

#### Chiloeches - Atlético Navalcarnero
| 12 de octubre de 2023, 12:00 (UTC+2) | CD Chiloeches                               | 3:5 (0:2) | Atlético Navalcarnero                                                | Municipal de Chiloeches, Chiloeches        |                                            |
|                                      | Jessica Sigüenza 26' · Elisa Elvira 38' 39' | Reporte   | Laura Córdoba 10' · Leti Sánchez 16' · Becha 28' · Rapha Martins 31' | Árbitro(s): Noel de Julián David Izquierdo | Árbitro(s): Noel de Julián David Izquierdo |

#### Segosala - Roldán
| 12 de octubre de 2023, 13:00 (UTC+2) | CD Segosala      | 1:2 (0:2) | STV Roldán                             | Pedro Delgado, Segovia                        |                                               |
|                                      | Sonia Mullor 24' | Reporte   | Mariangeles Villa 9' · Mayte Mateo 10' | Árbitro(s): Sherezade Merino Víctor Rodríguez | Árbitro(s): Sherezade Merino Víctor Rodríguez |

#### Sala Zaragoza - Castro
| 12 de octubre de 2023, 20:00 (UTC+2) | AD Sala Zaragoza FS | 1:5 (0:3) | FSF O Castro                                                                  | Río Ebro, Zaragoza                                |                                                   |
|                                      | Camila Bellavia 4'  | Reporte   | Dani Sousa 7' 34' · Anita Ontiveros 11' · Patri Corral 11' · Luisa Mayara 39' | Árbitro(s): Richard Darío Álvarez Salvador Prieto | Árbitro(s): Richard Darío Álvarez Salvador Prieto |

#### Teldeportivo - Ourense
| 12 de octubre de 2023, 12:00 (UTC+1) | Gran Canaria FSF Teldeportivo | 1:3 (0:1) | Ourense Ontime                      | Ciudad Deportiva Gran Canaria, Las Palmas de Gran Canaria |                                                 |
|                                      | Marta Escribano 34'           | Reporte   | Sara Moreno 4' 28' · Ana Rivera 35' | Árbitro(s): Davinia Dorta Carmen Gara Rodríguez           | Árbitro(s): Davinia Dorta Carmen Gara Rodríguez |

## Octavos de final
La disputaron los 16 equipos clasificados de la ronda anterior, el sorteo se realizó el 16 de octubre de 2023 en la Ciudad del Fútbol de Las Rozas, entre los equipos había 16 de primera.

### Cuadro
| Local                              | Resultado    | Visitante                  |
| ---------------------------------- | ------------ | -------------------------- |
| Nueces de Ronda Atlético Torcal    | 4–4 (0:3 p.) | FSF Móstoles               |
| La Boca te Lía Futsal Alcantarilla | 4–1          | Rayo Majadahonda FSF/Afar4 |
| STV Roldán                         | 1–5          | Atlético Navalcarnero      |
| Marín Futsal                       | 1–3          | Les Corts AE               |
| Melilla Sport Capital Torreblanca  | 6–0          | Viaxes Amarelle FS         |
| Ourense Ontime                     | 4–6          | FSF O Castro               |
| CD Leganés FS                      | 1–9          | Arriva AD Alcorcón FSF     |
| Pescados Rubén Burela FS           | 4–2          | Poio Pescamar FS           |

### Partidos

#### At Torcal - Móstoles
| 1 de noviembre de 2023, 18:00 (UTC+1)                                   | Nueces de Ronda Atlético Torcal                                            | 4:4 (0:3) (t. s.)(0:3 p.)  | FSF Móstoles                                  | Guadaljaire, Málaga                     |                                         |
|                                                                         | Tais Alves 22' · Alejandra Rochel 23' · Eva González Navas 33' · Kichi 44' | Reporte                    | Montufo 6' 13' · Alicia Benete 19' · Piti 42' | Árbitro(s): Diego Corredor Rafael Olmos | Árbitro(s): Diego Corredor Rafael Olmos |
|                                                                         |                                                                            | Tiros desde el punto penal |                                               |                                         |                                         |
|                                                                         | Eva González Navas · Alejandra Rochel · Tais Alves                         |                            | Alicia Benete · Claudia Bollero · Inma        |                                         |                                         |
| Se clasifica el FSF Móstoles después de disputar una tanda de penaltis. |                                                                            |                            |                                               |                                         |                                         |

#### Alcantarilla - Majadahonda
| 1 de noviembre de 2023, 12:00 (UTC+1) | La Boca te Lía Futsal Alcantarilla                                | 4:1 (3:0) | Rayo Majadahonda FSF/Afar4 | Jara Carrillo, Alcantarilla                  |                                              |
|                                       | Bet Carrasco 7' · Melli 15' · Anita Pino 16' · Lydia González 28' | Reporte   | Marisa Martín 40'          | Árbitro(s): Antonio González Antonio Nicolas | Árbitro(s): Antonio González Antonio Nicolas |

#### Roldán - Atlético Navalcarnero
| 1 de noviembre de 2023, 17:00 (UTC+1) | STV Roldán        | 1:5 (1:1) | Atlético Navalcarnero                                                  | Gabriel Pérez, Roldán                              |                                                    |
|                                       | Andrea Marín 5' · | Reporte   | Laura Córdoba 9' 38' · Becha 33' · Marta Balbuena 37' · María Sanz 40' | Árbitro(s): Andrés Botella Francisco José Castillo | Árbitro(s): Andrés Botella Francisco José Castillo |

#### Marín - Les Corts
| 1 de noviembre de 2023, 17:00 (UTC+1) | Marín Futsal         | 1:3 (1:1) | Les Corts AE                          | A Raña, Marín                                  |                                                |
|                                       | Débora Lavrador 3' · | Reporte   | Paula Guix 18' 37' · Luci Gómez 31' · | Árbitro(s): Roberto Segundo Amor Borja Darriba | Árbitro(s): Roberto Segundo Amor Borja Darriba |

#### Torreblanca Melilla - Viaxes Amarelle
| 1 de noviembre de 2023, 19:00 (UTC+1) | Melilla Sport Capital Torreblanca                                 | 6:0 (3:0) | Viaxes Amarelle FS | Javier Imbroda, Melilla                                  |                                                          |
|                                       | Nega 1' · Ana Luiza 5' · Pau Garcia 28' · Bia 31' · Amandinha 32' | Reporte   |                    | Árbitro(s): Manuel Jesús Barrilero Carlos Enrique Bustos | Árbitro(s): Manuel Jesús Barrilero Carlos Enrique Bustos |

#### Ourense - Castro
| 1 de noviembre de 2023, 12:00 (UTC+1) | Ourense Ontime                                                 | 4:6 (4:3) | FSF O Castro                                                          | Los Remedios, Orense                                |                                                     |
|                                       | Jenny Lores 3' · Zaide 7' · Candela Soria 14' · Ana Rivera 20' | Reporte   | Dani Sousa 1' 33' · Tete 5' · Patri Corral 19' 31' · Luisa Mayara 28' | Árbitro(s): Francisco Javier Marazuela Sergio Toral | Árbitro(s): Francisco Javier Marazuela Sergio Toral |

#### Leganés - Alcorcón
| 1 de noviembre de 2023, 18:00 (UTC+1) | CD Leganés FS       | 1:9 (0:4) | Arriva AD Alcorcón FSF                                                                                         | La Fortuna, Leganés                  |                                      |
|                                       | Agostina Chiesa 26' | Reporte   | Nere Moldes 3' · Albita 10' · Peque 13' · Clau López 25' 28' · Tania Benito 28' · Guti 34' · Laura Sánchez 38' | Árbitro(s): Alina Bancu Jorge Moreno | Árbitro(s): Alina Bancu Jorge Moreno |

#### Burela - Poio
| 1 de noviembre de 2023, 18:30 (UTC+1) | Pescados Rubén Burela FS                                | 4:2 (2:1) | Poio Pescamar FS                        | Vista Alegre, Burela                    |                                         |
|                                       | Antía Pérez 5' · Emilly Marcondes 10' · Cami Gadeia 35' | Reporte   | Martita López-Pardo 12' · Laura Uña 30' | Árbitro(s): Oliver Cardero Héctor Vilas | Árbitro(s): Oliver Cardero Héctor Vilas |

## Cuartos de final
La disputarán los 8 equipos clasificados de la ronda anterior, el sorteo se realizó el 12 de marzo de 2024 en la Ciudad del Fútbol de Las Rozas. Esta fase se jugará en el Pabellón el Limón de  
Alhaurín de la Torre, en la provincia de Málaga.

### Cuadro
| Local                              | Resultado    | Visitante                |
| ---------------------------------- | ------------ | ------------------------ |
| Atlético Navalcarnero              | 5–1          | Pescados Rubén Burela FS |
| La Boca te Lía Futsal Alcantarilla | 2–0          | FSF O Castro             |
| Arriva AD Alcorcón FSF             | 1–1 (4:3 p.) | MRB Móstoles             |
| Melilla Sport Capital Torreblanca  | 3–0          | Les Corts AE             |

### Partidos

#### Atlético Navalcarnero - Burela
| 12 de abril de 2024, 19:00 (UTC+2) | Atlético Navalcarnero                                                | 5:1 (3:0) | Pescados Rubén Burela FS | El Limón, Alhaurín de la Torre           |                                          |
|                                    | María Sanz 4' · Becha 9' · Irene Córdoba 12' · Laura Córdoba 36' 39' | Reporte   | Antía Pérez 24'          | Árbitro(s): Tiare Valencia Javier Moreno | Árbitro(s): Tiare Valencia Javier Moreno |

#### Alcantarilla - Castro
| 12 de abril de 2024, 16:15 (UTC+1) | La Boca te Lía Futsal Alcantarilla      | 2:0 (1:0) | FSF O Castro | El Limón, Alhaurín de la Torre             |                                            |
|                                    | Anita Pino 8' · Marta de los Riscos 24' | Reporte   |              | Árbitro(s): Sherezade Merino Jesús Almeida | Árbitro(s): Sherezade Merino Jesús Almeida |

#### Alcorcón - Móstoles
| 12 de abril de 2024, 13:15 (UTC+1)                                         | Arriva AD Alcorcón FSF                                                                           | 1:1 (1:1) (4:3 p.)         | FSF Móstoles                                                                                          | El Limón, Alhaurín de la Torre           |                                          |
|                                                                            | Clau López 11'                                                                                   | Reporte                    | Alicia Benete 10'                                                                                     | Árbitro(s): Marta Garvalena Jorge Moreno | Árbitro(s): Marta Garvalena Jorge Moreno |
|                                                                            |                                                                                                  | Tiros desde el punto penal | |                                          |                                          |
|                                                                            | Peque · Clau López · Laura Sánchez · Aída de Miguel · Carmen Alonso · Tania Benito · Nere Moldes |                            | Alicia Benete · Claudia Bollero · Inma Martín · Silvia Carral · Montufo · Patry Montilla · Clau Gómez |                                          |                                          |
| Se clasifica el Arriva Alcorcón después de disputar una tanda de penaltis. |                                                                                                  |                            | |                                          |                                          |

#### Torreblanca Melilla - Les Corts
| 12 de abril de 2024, 11:00 (UTC+1) | Melilla Sport Capital Torreblanca | 3:0 (1:0) | Les Corts AE | El Limón, Alhaurín de la Torre         |                                        |
|                                    | Jane 19' · Bia 29' · Jhennif 33'  | Reporte   |              | Árbitro(s): Lidia Crespo Camila Araujo | Árbitro(s): Lidia Crespo Camila Araujo |

## Semifinales

### Cuadro
| Local                  | Resultado    | Visitante                          |
| ---------------------- | ------------ | ---------------------------------- |
| Atlético Navalcarnero  | 3–3 (5:4 p.) | La Boca te Lía Futsal Alcantarilla |
| Arriva AD Alcorcón FSF | 1–4          | Melilla Sport Capital Torreblanca  |

### Partidos

#### Atlético Navalcarnero - Alcantarilla
| 13 de abril de 2024, 20:00 (UTC+2)                                               | Atlético Navalcarnero                                   | 3:3 (3:1) (5:4 p.)         | La Boca te Lía Futsal Alcantarilla                                       | El Limón, Alhaurín de la Torre         |                                        |
|                                                                                  | Irene Córdoba 5' · María Sanz 8' 14'                    | Reporte                    | Pao Cartagena 10' · Carmen Bello 26' · Miriam Zamora 40'                 | Árbitro(s): Lidia Crespo Camila Araujo | Árbitro(s): Lidia Crespo Camila Araujo |
|                                                                                  |                                                         | Tiros desde el punto penal |                                                                          |                                        |                                        |
|                                                                                  | Leti · Ari · Irene Córdoba · Laura Córdoba · María Sanz |                            | Pao Cartagena · Bet Carrasco · Carmen Bello · Miriam Zamora · Anita Pino |                                        |                                        |
| Se clasifica el Atlético Navalcarnero después de disputar una tanda de penaltis. |                                                         |                            |                                                                          |                                        |                                        |

#### Alcorcón - Torreblanca Melilla
| 13 de abril de 2024, 16:00 (UTC+2) | Arriva AD Alcorcón FSF | 1:4 (1:1) | Melilla Sport Capital Torreblanca                 | El Limón, Alhaurín de la Torre             |                                            |
|                                    | Clau López 18'         | Reporte   | Amandinha 6' · Bia 23' · Jane 35' · Ana Luiza 39' | Árbitro(s): Noelia Gutiérrez Fran Castillo | Árbitro(s): Noelia Gutiérrez Fran Castillo |

## Final
| 28          | Bandera de España | Marta Balbuena |  |
| 8           | Bandera de España | Irene Córdoba  |  |
| 9           | Bandera de Brasil | Ju Delgado     |  |
| 11          | Bandera de España | María Sanz     |  |
| 17          | Bandera de España | Laura Córdoba  |  |
| Entrenador: | Entrenador:       | Sergio Bretón  |  |

| 28          | Bandera de Brasil | Beatriz da Silva |  |
| 9           | Bandera de Brasil | Ana Luiza        |  |
| 10          | Bandera de Brasil | Amandinha        |  |
| 77          | Bandera de Brasil | Jane Marques     |  |
| 98          | Bandera de Brasil | Bia Souza        |  |
| Entrenador: | Entrenador:       | Morenín          |  |

| 18 | Bandera de España    | Bea Parrón   |  |
| 3  | Bandera de Argentina | Becha        |  |
| 5  | Bandera de Brasil    | Ari          |  |
| 6  | Bandera de España    | María Moreno |  |
| 7  | Bandera de España    | Leti Sánchez |  |

| 6  | Bandera de Brasil    | Jhennif           |  |
| 7  | Bandera de España    | Lydia Torreblanca |  |
| 17 | Bandera de Argentina | Silvina Nava      |  |
| 97 | Bandera de Brasil    | Juliana Brito     |  |

| Anotado           | 16' | Leti Sánchez  | 1-3 |
| Anotado           | 23' | Irene Córdoba | 2-4 |
| Anotado · Autogol | 31' | Jane Marques  | 3-8 |
| Anotado           | 35' | Ju Delgado    | 4-8 |
| Anotado           | 38' | Ju Delgado    | 5-9 |

| Anotado | 2'  | Amandinha         | 0-1 |
| Anotado | 3'  | Bia Souza         | 0-2 |
| Anotado | 6'  | Amandinha         | 0-3 |
| Anotado | 19' | Bia Souza         | 1-4 |
| Anotado | 25' | Jane Marques      | 2-5 |
| Anotado | 27' | Bia Souza         | 2-6 |
| Anotado | 27' | Beatriz da Silva  | 2-7 |
| Anotado | 31' | Juliana Brito     | 3-8 |
| Anotado | 35' | Lydia Torreblanca | 4-9 |

| Amonestado | 8'  | Ari           |  |
| Amonestado | 9'  | Leti Sánchez  |  |
| Amonestado | 11' | Ju Delgado    |  |
| Amonestado | 25' | Fabi Ribeiro  |  |
| Amonestado | 31' | Sergio Bretón |  |
| Amonestado | 35' | Laura Córdoba |  |

| Amonestado | 8'  | Amandinha    |  |
| Amonestado | 16' | Jane Marques |  |
| Amonestado | 19' | Silvina Nava |  |

| 28          | Bandera de España | Marta Balbuena |  |
| 8           | Bandera de España | Irene Córdoba  |  |
| 9           | Bandera de Brasil | Ju Delgado     |  |
| 11          | Bandera de España | María Sanz     |  |
| 17          | Bandera de España | Laura Córdoba  |  |
| Entrenador: | Entrenador:       | Sergio Bretón  |  |

| 28          | Bandera de Brasil | Beatriz da Silva |  |
| 9           | Bandera de Brasil | Ana Luiza        |  |
| 10          | Bandera de Brasil | Amandinha        |  |
| 77          | Bandera de Brasil | Jane Marques     |  |
| 98          | Bandera de Brasil | Bia Souza        |  |
| Entrenador: | Entrenador:       | Morenín          |  |

| 18 | Bandera de España    | Bea Parrón   |  |
| 3  | Bandera de Argentina | Becha        |  |
| 5  | Bandera de Brasil    | Ari          |  |
| 6  | Bandera de España    | María Moreno |  |
| 7  | Bandera de España    | Leti Sánchez |  |

| 6  | Bandera de Brasil    | Jhennif           |  |
| 7  | Bandera de España    | Lydia Torreblanca |  |
| 17 | Bandera de Argentina | Silvina Nava      |  |
| 97 | Bandera de Brasil    | Juliana Brito     |  |

| Anotado           | 16' | Leti Sánchez  | 1-3 |
| Anotado           | 23' | Irene Córdoba | 2-4 |
| Anotado · Autogol | 31' | Jane Marques  | 3-8 |
| Anotado           | 35' | Ju Delgado    | 4-8 |
| Anotado           | 38' | Ju Delgado    | 5-9 |

| Anotado | 2'  | Amandinha         | 0-1 |
| Anotado | 3'  | Bia Souza         | 0-2 |
| Anotado | 6'  | Amandinha         | 0-3 |
| Anotado | 19' | Bia Souza         | 1-4 |
| Anotado | 25' | Jane Marques      | 2-5 |
| Anotado | 27' | Bia Souza         | 2-6 |
| Anotado | 27' | Beatriz da Silva  | 2-7 |
| Anotado | 31' | Juliana Brito     | 3-8 |
| Anotado | 35' | Lydia Torreblanca | 4-9 |

| Amonestado | 8'  | Ari           |  |
| Amonestado | 9'  | Leti Sánchez  |  |
| Amonestado | 11' | Ju Delgado    |  |
| Amonestado | 25' | Fabi Ribeiro  |  |
| Amonestado | 31' | Sergio Bretón |  |
| Amonestado | 35' | Laura Córdoba |  |

| Amonestado | 8'  | Amandinha    |  |
| Amonestado | 16' | Jane Marques |  |
| Amonestado | 19' | Silvina Nava |  |